# Zeng Yaqiong
Zeng Yaqiong (chinesisch 曾雅琼, Pinyin Zēng Yǎqióng, * 8. Januar 1976) ist eine chinesische Badmintonspielerin.

## Karriere
Zeng Yaqiong gewann 1996 die Vietnam Open. 1997 wurde sie Dritte bei den Ostasienspielen. 1999 siegte sie bei den Italian International und den Bitburger Open. 2002 war sie beim Volant d’Or de Toulouse erfolgreich.

## Sportliche Erfolge
| Saison | Veranstaltung           | Disziplin   | Platz | Name         |
| ------ | ----------------------- | ----------- | ----- | ------------ |
| 1995   | Brunei Open             | Dameneinzel | 2     | Zeng Yaqiong |
| 1996   | Vietnam Open            | Dameneinzel | 1     | Zeng Yaqiong |
| 1997   | Ostasienspiele          | Dameneinzel | 3     | Zeng Yaqiong |
| 1997   | China Open              | Dameneinzel | 3     | Zeng Yaqiong |
| 1999   | Italian International   | Dameneinzel | 1     | Zeng Yaqiong |
| 1999   | Bitburger Open          | Dameneinzel | 1     | Zeng Yaqiong |
| 2002   | Volant d’Or de Toulouse | Dameneinzel | 1     | Zeng Yaqiong |
| 2002   | Swiss Open              | Dameneinzel | 2     | Zeng Yaqiong |